# Cryptophorellia flava
Cryptophorellia flava är en tvåvingeart som beskrevs av Amnon Freidberg och Albany Hancock 1989. Cryptophorellia flava ingår i släktet Cryptophorellia och familjen borrflugor. Inga underarter finns listade i Catalogue of Life.